# Plantersville
Plantersville es un área no incorporada ubicada del condado de Georgetown en el estado estadounidense de Carolina del Sur. 
La comunidad también está creciendo en población. Se encuentra a 6 kilómetros al norte Georgetown en EE. UU. Ruta 701. Plantersville es rica en plantaciones y campos de arroz. Plantersville Escuela Primaria también se encuentra dentro de la comunidad.